# Martin Sus
Martin Sus (Benešov, 15 marzo 1990) è un calciatore ceco, difensore del Říčany.

## Caratteristiche tecniche
Terzino destro, può essere schierato anche a sinistra o come esterno destro.